# Bruno Saby
Bruno Saby (Grenoble, 23 febbraio 1949) è un pilota di rally francese, vincitore in carriera di una edizione del Rally Dakar (1993) e di due prove del mondiale rally.

## Biografia
Rallysta eclettico, in grado di vincere sia nel mondiale rally — è stato tra i piloti della vittoriosa era Lancia a cavallo degli anni 80 e 90 del XX secolo — sia nei rally raid.

## Palmarès
Rally Dakar

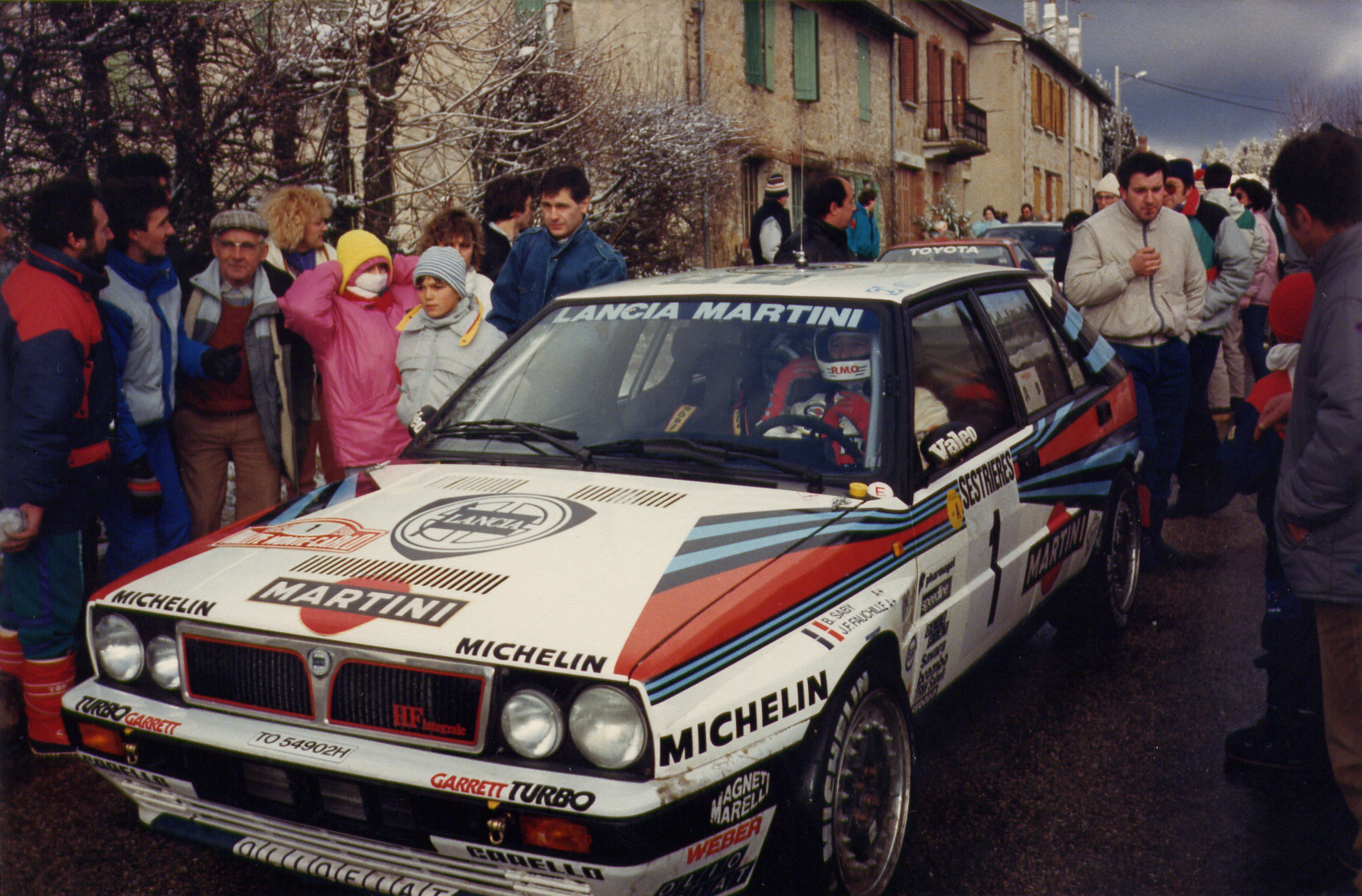
Saby nel 1989 su Lancia Delta HF Integrale "8v" al Rally di Monte Carlo

- 1 vittoria (1993, auto), su Mitsubishi Pajero

Vittorie nel mondiale Rally
| # | Evento                   | Stagione | Navigatore              | Auto                 |
| - | ------------------------ | -------- | ----------------------- | -------------------- |
| 1 | 30ème Tour de Corse      | 1986     | Jean-François Fauchille | Peugeot 205 Turbo 16 |
| 2 | 56ème Rallye Monte-Carlo | 1988     | Jean-François Fauchille | Lancia Delta HF 4WD  |

## Risultati nel ICM/WRC
- 1971 -  Ford - Ford Capri 2300 - Ritirato nel Rally di Monte Carlo

| 1973 | Scuderia | Vettura            |     |  |  |  |  |  |  |  |  |  |  |  |  |  |  |  | Punti | Pos. |
| ---- | -------- | ------------------ | --- |  |  |  |  |  |  |  |  |  |  |  |  |  |  |  | ----- | ---- |
| 1973 |          | Renault 12 Gordini | Rit |  |  |  |  |  |  |  |  |  |  |  |  |  |  |  |       |      |

| 1974 | Scuderia | Vettura     |  |  |     |  |  |  |  |  |  |  |  |  |  |  |  |  | Punti | Pos. |
| ---- | -------- | ----------- |  |  | --- |  |  |  |  |  |  |  |  |  |  |  |  |  | ----- | ---- |
| 1974 |          | Opel Ascona |  |  | Rit |  |  |  |  |  |  |  |  |  |  |  |  |  |       |      |

| 1976 | Scuderia        | Vettura                 |     |  |  |  |  |  |  |  |  |  |  |  |  |  |  |  | Punti | Pos. |
| ---- | --------------- | ----------------------- | --- |  |  |  |  |  |  |  |  |  |  |  |  |  |  |  | ----- | ---- |
| 1976 | Team Chardonnet | Autobianchi A112 Abarth | Rit |  |  |  |  |  |  |  |  |  |  |  |  |  |  |  |       |      |

| 1978 | Scuderia        | Vettura                                             |    |  |  |  |  |  |  |  |  |  |     |  |  |  |  |  | Punti | Pos. |
| ---- | --------------- | --------------------------------------------------- | -- |  |  |  |  |  |  |  |  |  | --- |  |  |  |  |  | ----- | ---- |
| 1978 | Team Chardonnet | Autobianchi A112 Abarth e Alpine-Renault A110 1600S | 92 |  |  |  |  |  |  |  |  |  | Rit |  |  |  |  |  |       |      |

| 1979 | Scuderia | Vettura          |    |  |  |  |  |  |  |  |  |  |  |     |  |  |  |  | Punti | Pos. |
| ---- | -------- | ---------------- | -- |  |  |  |  |  |  |  |  |  |  | --- |  |  |  |  | ----- | ---- |
| 1979 |          | Renault 5 Alpine | 94 |  |  |  |  |  |  |  |  |  |  | Rit |  |  |  |  | 0     |      |

| 1980 | Scuderia       | Vettura          |    |  |  |  |  |  |  |  |  |   |  |  |  |  |  |  | Punti | Pos. |
| ---- | -------------- | ---------------- | -- |  |  |  |  |  |  |  |  | - |  |  |  |  |  |  | ----- | ---- |
| 1980 | Garage Galtier | Renault 5 Alpine | 15 |  |  |  |  |  |  |  |  | 4 |  |  |  |  |  |  | 10    | 25º  |

| 1981 | Scuderia                     | Vettura         |    |  |  |  |     |  |  |  |  |  |  |     |  |  |  |  | Punti | Pos. |
| ---- | ---------------------------- | --------------- | -- |  |  |  | --- |  |  |  |  |  |  | --- |  |  |  |  | ----- | ---- |
| 1981 | Renault-Elf e Garage Galtier | Renault 5 Turbo | 85 |  |  |  | Rit |  |  |  |  |  |  | Rit |  |  |  |  | 0     |      |

| 1982 | Scuderia                                                | Vettura         |   |  |  |  |   |  |  |  |  |  |   |  |  |  |  |  | Punti | Pos. |
| ---- | ------------------------------------------------------- | --------------- | - |  |  |  | - |  |  |  |  |  | - |  |  |  |  |  | ----- | ---- |
| 1982 | Garage Galtier, Renault Sodicam Elf e Renault Sport Elf | Renault 5 Turbo | 5 |  |  |  | 5 |  |  |  |  |  | 4 |  |  |  |  |  | 26    | 9º   |

| 1983 | Scuderia           | Vettura                       |    |  |  |  |   |  |  |  |  |  |  |  |  |  |  |  | Punti | Pos. |
| ---- | ------------------ | ----------------------------- | -- |  |  |  | - |  |  |  |  |  |  |  |  |  |  |  | ----- | ---- |
| 1983 | Philips Auto Radio | Renault 5 Turbo Tour de Corse | 13 |  |  |  | 5 |  |  |  |  |  |  |  |  |  |  |  | 9     | 20º  |

| 1984 | Scuderia           | Vettura                       |    |  |  |  |     |  |  |  |   |  |  |  |  |  |  |  | Punti | Pos. |
| ---- | ------------------ | ----------------------------- | -- |  |  |  | --- |  |  |  | - |  |  |  |  |  |  |  | ----- | ---- |
| 1984 | Philips Auto Radio | Renault 5 Turbo Tour de Corse | 83 |  |  |  | Rit |  |  |  | 8 |  |  |  |  |  |  |  | 3     | 43º  |

| 1985 | Scuderia             | Vettura                                        |   |  |  |     |   |  |  |  |  |     |  |  |  |  |  |  | Punti | Pos. |
| ---- | -------------------- | ---------------------------------------------- | - |  |  | --- | - |  |  |  |  | --- |  |  |  |  |  |  | ----- | ---- |
| 1985 | Peugeot Talbot Sport | Peugeot 205 Turbo 16 e Peugeot 205 Turbo 16 E2 | 5 |  |  | Rit | 2 |  |  |  |  | Rit |  |  |  |  |  |  | 23    | 11º  |

| 1986 | Scuderia             | Vettura                 |   |  |  |  |   |   |  |     |  |  |  |  |  |  |  |  | Punti | Pos. |
| ---- | -------------------- | ----------------------- | - |  |  |  | - | - |  | --- |  |  |  |  |  |  |  |  | ----- | ---- |
| 1986 | Peugeot Talbot Sport | Peugeot 205 Turbo 16 E2 | 6 |  |  |  | 1 | 3 |  | Rit |  |  |  |  |  |  |  |  | 38    | 7º   |

| 1987 | Scuderia                         | Vettura             |     |  |  |  |     |  |  |  |  |  |  |   |  |  |  |  | Punti | Pos. |
| ---- | -------------------------------- | ------------------- | --- |  |  |  | --- |  |  |  |  |  |  | - |  |  |  |  | ----- | ---- |
| 1987 | Martini Lancia e Team Chardonnet | Lancia Delta HF 4WD | Rit |  |  |  | Rit |  |  |  |  |  |  | 2 |  |  |  |  | 15    | 20º  |

| 1988 | Scuderia       | Vettura                                      |   |  |  |  |   |  |  |  |  |  |  |  |  |  |  |  | Punti | Pos. |
| ---- | -------------- | -------------------------------------------- | - |  |  |  | - |  |  |  |  |  |  |  |  |  |  |  | ----- | ---- |
| 1988 | Martini Lancia | Lancia Delta HF 4WD e Lancia Delta Integrale | 1 |  |  |  | 3 |  |  |  |  |  |  |  |  |  |  |  | 32    | 6º   |

| 1989 | Scuderia                       | Vettura                |   |  |  |  |     |  |  |  |  |  |  |  |  |  |  |  | Punti | Pos. |
| ---- | ------------------------------ | ---------------------- | - |  |  |  | --- |  |  |  |  |  |  |  |  |  |  |  | ----- | ---- |
| 1989 | Martini Lancia e Lancia France | Lancia Delta Integrale | 3 |  |  |  | Rit |  |  |  |  |  |  |  |  |  |  |  | 12    | 25º  |

| 1990 | Scuderia    | Vettura                    |   |  |  |   |  |  |  |  |  |  |  |  |  |  |  |  | Punti | Pos. |
| ---- | ----------- | -------------------------- | - |  |  | - |  |  |  |  |  |  |  |  |  |  |  |  | ----- | ---- |
| 1990 | Lancia Fina | Lancia Delta Integrale 16V | 6 |  |  | 4 |  |  |  |  |  |  |  |  |  |  |  |  | 16    | 15º  |

| 1991 | Scuderia                     | Vettura                    |   |  |  |  |     |  |  |  |  |  |  |  |  |   |  |  | Punti | Pos. |
| ---- | ---------------------------- | -------------------------- | - |  |  |  | --- |  |  |  |  |  |  |  |  | - |  |  | ----- | ---- |
| 1991 | Lancia Fina e Martini Lancia | Lancia Delta Integrale 16V | 6 |  |  |  | Rit |  |  |  |  |  |  |  |  | 9 |  |  | 8     | 33º  |

| Legenda | 1º posto | 2º posto | 3º posto | A punti | Senza punti | Ritirato | Squalificato | NP=Non partito C=Gara cancellata | Apice=Power stage |